# Xã Six Mile Grove, Quận Swift, Minnesota
Xã Six Mile Grove (tiếng Anh: Six Mile Grove Township) là một xã thuộc quận Swift, tiểu bang Minnesota, Hoa Kỳ. Năm 2010, dân số của xã này là 171 người.